# Hôtel de Mérode-Westerloo

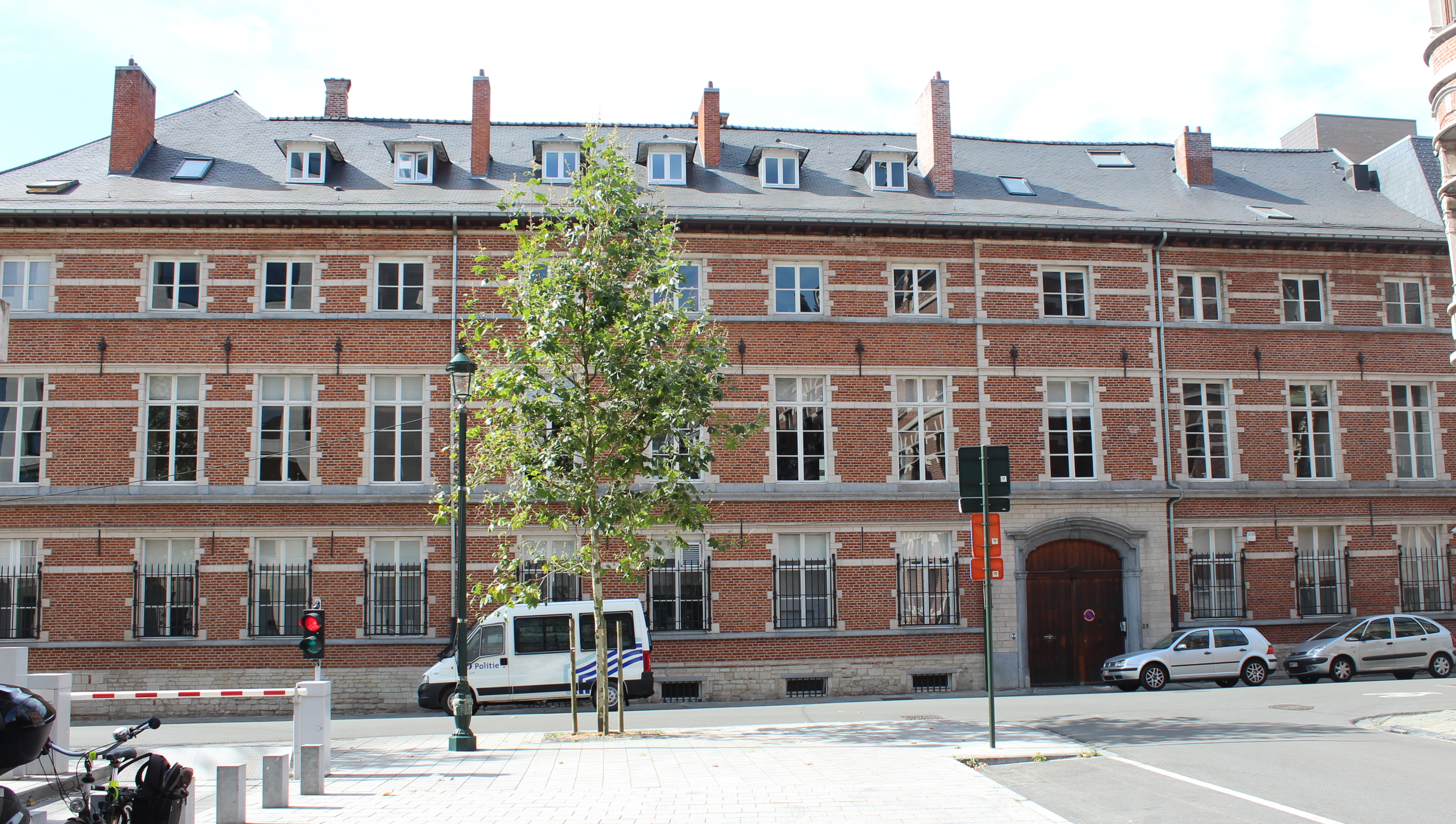
Voorgevel aan de Wolstraat met dertien traveeën in baksteen op een sokkel van witsteen.

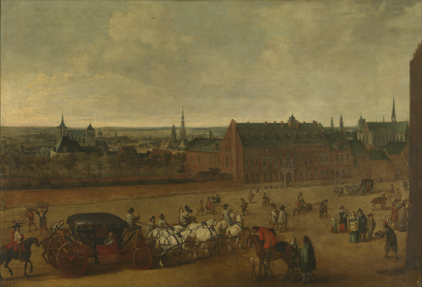
Het toenmalige Hof van Bournonville in de 17e eeuw (Pieter Snayers)

Het Hôtel de Mérode-Westerloo is het 17e-eeuwse stadspaleis van de adellijke familie de Mérode in Brussel. Het heeft een gevel aan het Poelaertplein 6 en aan de Wolstraat 23.

## Geschiedenis
Het gebouw is voor het eerst vermeld in 1491 als eigendom van Pieter Spyskens en in 1529 van Reinoud III van Brederode. Het werd uitgebreid door graaf Peter Ernst I van Mansfeld, eigenaar vanaf 1566. Het werd in 1618 herbouwd door hertog Alexander I van Bournonville. Hij creëerde een rijkelijke residentie, beroemd om de in drie terrassen aangelegde tuin. Een deel ervan stond Bournonville af voor de stichting van het miniemenklooster. Tijdens een van zijn vele afwezigheden bood het Hof van Bournonville onderdak aan Maria de Medici, op de vlucht voor Richelieu (1631).
Van 1680 tot 1782 werd het huis verhuurd, onder meer aan Olympia Mancini. In 1731 werd het verkocht aan graaf Antoine-Henri d'Ongnies et de Mastaing. Hij bleef het verhuren, vanaf 1749 aan de gevolmachtigde ministers van keizerin Maria-Theresia. Daardoor was het de residentie van markies Antoniotto Botta Adorno, graaf Carl von Cobenzl en prins Georg von Stahremberg. Cobenzl verfraaide de tuinen met een dierenpark, een volière, serres, terrassen en oosters aangeklede paviljoenen. In 1782 werd het huis bewoond en verbouwd door Othon-Marie de Mastaing. Via zijn dochter Marie-Joseph de Grimberghe, die getrouwd was met graaf Willem Charles Ghislain van Merode, kwam het in het bezit van de familie Merode.
Door de bouw van het Justitiepaleis en de aanleg van de Regentschapsstraat in de tweede helft van de 19e eeuw zijn de tuinen geamputeerd. In 1864 gaf de architect J. Claes de voorgevel een neoclassicistisch uitzicht, waarbij ook  het barokportaal werd vervangen. De zuidvleugel kreeg in 1892 een gelijkaardige behandeling door de architect P. Langerock. Hij voegde ook een hoekpaviljoen, een neo-renaissanceloggia en een erker toe. In 1900-1901 werden hekken geplaatst naar ontwerp van Ernest Acker. De gevel langs de Wolstraat werd in 1955 zwaar gerestaureerd door de architecten A. en M. Courtens, die zich richtten naar een schilderij van Pieter Snayers. Het aanpalende Klein Hotel is in 1956 gesloopt.
Vanaf 2010 huurde de zakenclub Cercle de Lorraine het Hof van Merode. In 2020 werd de club ontbonden, om het volgende jaar een doorstart te maken onder de naam The Merode.

## Voetnoten
1. ↑  Hotel de Merode-Westerloo – Inventaris van het bouwkundig erfgoed. monument.heritage.brussels. Geraadpleegd op 20 juli 2024.
2. ↑  The Merode: legendarische zakenclub Cercle de Lorraine herleeft, BRUZZ, 24 november 2021. Gearchiveerd op 5 december 2022.